# FARA 83
FARA 83 (tiếng Tây Ban Nha: Fusíl Automático República Argentina) hay FAA 81 (Fusil Automático Argentino) là loại súng trường tấn công được phát triển bởi nhà máy sản xuất vũ khí Fabrica Militar de Armas Portatiles Domingo Matheu tại Argentina vào những năm 1980. Khoảng 1200 khẩu đã được chế tạo đến năm 1986 nhưng việc chế tạo sau đó đã bị đình lại năm 1990 vì thiếu hụt ngân sách.

## Phát triển
Một chương trình tên FAA đã được khởi động khi Argentina vẫn còn đang trong quá trình tái thiết sau cuộc đảo chính năm 1976. Tổng cục chi tiêu quân sự chính phủ đã ra lệnh thay các khẩu FMAP FSL, là các khẩu FN FAL được chế tạo thông qua giấy phép tại Argentina. Một nguyên mẩu đã được phát triển hoàn tất năm 1981 nhưng không được chế tạo cho đến năm 1984 và tiếp tục cho đến năm 1990.
Vào cuối những năm 1980 kinh tế của Argentina rơi vào khủng hoảng nên việc chế tạo các loại vũ khí mới bị hạn chế. Đây là yếu tố buộc chính phủ phải hủy bỏ các dự án quân sự như tên lửa Condor, FARA 83, máy bay chiến đấu FMA SAIA 90. Cũng như phải đóng cửa một số nhà máy quân sự như TAMSE (Tanque Argentino Mediano Sociedad del Estado) vốn chịu trách nhiệm chế tạo xe tăng TAM và xưởng đóng tàu Domecq Garcia vốn chịu trách nhiệm đóng các loại tàu ngầm. Việc chế tạo FARA 83 chỉ còn nửa tốc độ cho đến khi hoàn toàn bị đình lại năm 1990. Hầu hết lực lượng quân đội Argentine vẫn sử dụng khẩu FMAP FSL trong khi FARA 83 là vũ khí phụ.

## Thiết kế
FARA 83 sử dụng hệ thống nạp đạn bằng khí nén và khóa nòng xoay phát triển từ khẩu IMI Galil. Hầu hết các chi tiết của khẩu súng được làm bằng thép ép, hộp dạn được làm theo dạng hộp đạn của khẩu Beretta AR70. Nó có hai cò súng một cò dùng để bắn từng viên và cò còn lại dùng bắn tự động. Báng súng làm bằng nhựa tổng hợp có thể gấp sang một bên để tiết kiệm không gian.